# Vorderer Bärenkopf
Vorderer Bärenkopf är en bergstopp i Österrike.   Den ligger i distriktet Spittal an der Drau och förbundslandet Kärnten, i den centrala delen av landet. Toppen på Vorderer Bärenkopf är 3 242 meter över havet.
Den högsta punkten i närheten är Mittlerer Bärenkopf, 3 358 meter över havet, 1,0 km nordost om Vorderer Bärenkopf.
Trakten runt Vorderer Bärenkopf består i huvudsak av kala bergstoppar och isformationer.